# Eisenbahn Schönwehr–Elbogen
Die Eisenbahn Schönwehr–Elbogen (tschechisch: Dráha Krásný Jez–Loket) war ein privates Eisenbahnunternehmen in Österreich mit Sitz in Wien. Die Gesellschaft war Eigentümer der Bahnstrecke Schönwehr–Elbogen (tschechisch Krásný Jez–Loket) im heutigen Tschechien.

## Geschichte

Aktie über 200 Kronen der Eisenbahn Schönwehr–Elbogen

Am 26. Mai 1899 wurde den Herren „Leo Theumer, k.k. Notar in Elbogen, im Vereine mit Friedrich Dörfler, Bezirksobmann in Elbogen, Friedrich Schmied, Bürgermeister in Schlaggenwald und der Firma Haas & Czyžek in Schlaggenwald...die erbetene Conzession zum Baue und Betriebe einer als Hauptbahn zweiten Ranges auszuführenden normalspurigen Locomotiveisenbahn von der Station Schönwehr der Eisenbahn Marienbad–Karlsbad über Schlaggenwald nach Elbogen zum Anschlusse an die Staatsbahnlinie Elbogen–Neusattl“ erteilt. Die Baufrist bis zur Inbetriebsetzung der konzessionierten Bahn war mit zwei und einem halben Jahre festgesetzt. Die Konzessionsdauer betrug 75 Jahre. Der Staat behielt sich zudem das Recht vor, die konzessionierte Bahn jederzeit einlösen zu können. Staatlich garantiert war eine vierprozentige Verzinsung des Anlagekapitals bis zum 76. Jahr nach Konzessionserteilung in maximaler Höhe von 70.000 Gulden jährlich.
Das Kapital der 1901 gegründeten Aktiengesellschaft Eisenbahn Schönwehr–Elbogen betrug insgesamt 1.080.000 Kronen. Ausgegeben wurden 5400 Aktien zu je 200 Kronen.
Die Strecke wurde am 7. Dezember 1901 eröffnet. Den Betrieb führten die k.k. Staatsbahnen (kkStB) für Rechnung der Eigentümer. Nach dem Ersten Weltkrieg traten an Stelle der kkStB die neu gegründeten Tschechoslowakischen Staatsbahnen (ČSD).
Am 1. Januar 1925 wurde die Eisenbahn Schönwehr–Elbogen per Gesetz verstaatlicht und die Strecke wurde ins Netz der ČSD integriert. Die bis 1975 laufende Konzession war damit nach nur 26 Jahren hinfällig.

## Lokomotiven und Wagen
Für Rechnung der Eisenbahn Schönwehr–Elbogen erwarben die kkStB zwei Lokomotiven der bewährten Reihe 99. Die Lokomotiven besaßen die Betriebsnummern 99.38 und 99.39.